# Homoseksualiteit in nazi-Duitsland

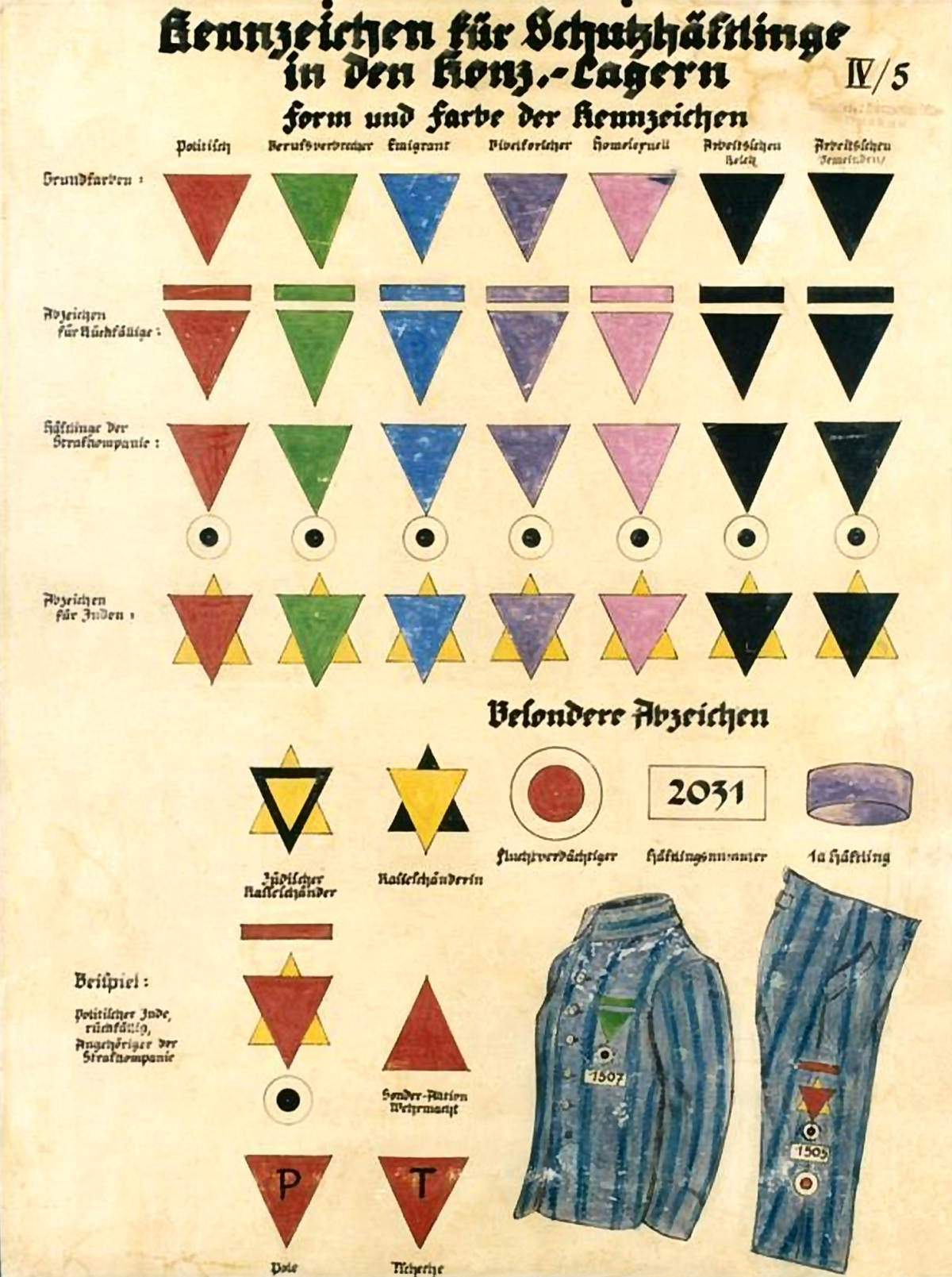
Merktekens in Duitse concentratiekampen, waaronder de roze driehoek voor homoseksuelen.

Homoseksualiteit in nazi-Duitsland betreft de omgang met homoseksualiteit onder het regime van Adolf Hitler en diens NSDAP in de periode van 1933 t/m 1945.
In nazi-Duitsland werden op basis van paragraaf 175 in totaal zo'n 50.000 homomannen veroordeeld, de meesten tot een gevangenisstraf. Tussen de 5.000 en 15.000 homo's kwamen in een concentratiekamp terecht, wat ongeveer 60% van hen niet overleefde.
In bezet Nederland werd een relatief klein aantal personen wegens homoseksualiteit veroordeeld. Onder de opgepakte Joden en verzetsstrijders bevond zich een groter aantal homoseksuele mannen en vrouwen, maar hun exacte aantal is onbekend.
Maatschappelijk kwam er pas in de jaren zeventig aandacht voor het lot van homo's tijdens de nazitijd, wat vervolgens tot diverse vormen van erkenning leidde, waaronder de oprichting van homomonumenten.

## Context
In de tweede helft van de 19e eeuw was onder leiding van de Duitse seksuoloog Magnus Hirschfeld een eerste beweging ontstaan die probeerde de positie van seksuele minderheden te verbeteren. Dit was het begin van de homo-emancipatie. Tevens ontwikkelde zich in enkele grote steden, met name Berlijn, een levendige homo-gemeenschap. Zo telde Berlijn in de jaren twintig meer dan 100 cafés, bars en clubs voor homoseksuelen. In 1925 onthulde een Duits dagblad zelfs dat de chef van de Sturmabteilung (SA), Ernst Röhm, een homoseksueel was.
Met de opkomst van Hitlers Nationaalsocialistische Duitse Arbeiderspartij (NSDAP) werd homoseksualiteit steeds sterker afgekeurd. De nationaalsocialisten geloofden dat de Ariërs de übermenschen waren, en dat hun ras zich zo snel mogelijk moest verspreiden. Om die reden werd niet-reproductieve seks, met name sodomie en masturbatie, verboden. De bestrijding van homoseksualiteit was dan ook het strengst in Duitsland en bezette gebieden die als Duits werden beschouwd, zoals Elzas-Lotharingen. In andere bezette landen, zoals Nederland, was de vervolging voor zover bekend minder systematisch, ook al omdat men aangewezen was op medewerking van de lokale politie.

## Vervolging in nazi-Duitsland

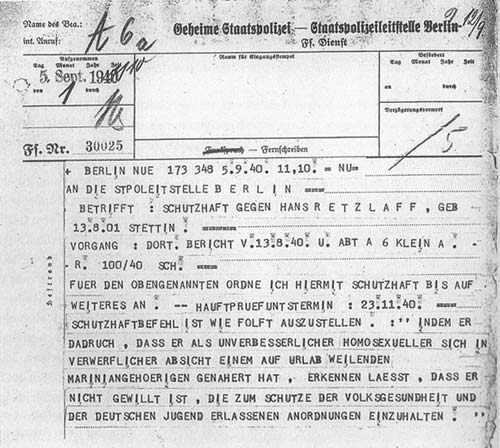
Een intern Gestapo-telexbericht, gedateerd 5 september 1940, dat de preventieve hechtenis van de 39-jarige Hans Retzlaff uit Stettin gelast omdat deze "als een onverbeterlijke homoseksueel verwerpelijke avances gemaakt heeft in de richting van een lid van de marine op verlof, waarmee hij te kennen geeft dat hij zich kennelijk niet wenst te houden aan de orders die zijn uitgevaardigd ter bescherming van de volksgezondheid en de Duitse jeugd."

Nadat in januari 1933 de nationaalsocialisten aan de macht waren gekomen, beval Hermann Göring op 23 februari 1933 alle uitgaansgelegenheden te sluiten die "ter bevordering van onzedelijkheid misbruikt werden", in het bijzonder diegene die als ontmoetingsplaatsen dienden voor "die kringen die de tegennatuurlijke ontucht aanhangen". Slechts een handvol homozaken werd niet gesloten en deze moesten dienen om een grotere greep op de homoscene te kunnen houden.
In 1934 werd een speciale afdeling van de Gestapo opgericht die zich bezighield met het opsporen van homo's. Twee jaar later volgde op bevel van Heinrich Himmler een voor het ministerie werkend instituut ter bestrijding van homoseksualiteit en abortus, de Reichszentrale zur Bekämpfung der Homosexualität und der Abtreibung. Lag het aantal arrestaties van homoseksuele mannen in 1918 nog op 157, in 1935 steeg het aantal veroordelingen naar 1.887, in 1936 naar 5.060 en in 1937 naar 7.898 om in de navolgende jaren op dat niveau te blijven.
In nazi-Duitsland werden tussen 1933 en 1945 in totaal circa 100.000 mannen opgepakt op verdenking van ontucht en het "corrumperen van het publiek moraal". Na arrestatie werden veel homoseksuelen mishandeld door de politie; ongeveer 50.000 van hen werden uiteindelijk veroordeeld, de meesten tot gevangenisstraffen, maar bijna 15.000 werden naar een concentratiekamp gestuurd. Daarnaast werden nog honderden mannen gedwongen gecastreerd of opgenomen in psychiatrische ziekenhuizen.
Tijdens de oorlog werden homoseksuele handelingen binnen het Duitse leger, de Schutzstaffel (SS) en de Sturmabteilung (SA) bestraft met standrechtelijke executie.
Er zijn geen concrete aanwijzingen dat lesbianisme een reden was om vrouwen naar een concentratiekamp te sturen. Weliswaar werd in kampdocumenten bij een handjevol vrouwen de notitie "lesbisch" aangetroffen, maar dat bleek in geen van die gevallen de reden voor deportatie geweest te zijn.

### Concentratiekampen
Aanvankelijk viel de homoseksuele mannen niet hetzelfde lot ten deel als de Joden en zigeuners: ze werden beschouwd als leden van het Arische ras. Alleen zij die weigerden zich te conformeren aan sociale en seksuele normen werden naar concentratiekampen gestuurd en daar ter herkenning voorzien van de roze driehoek. Hen viel vaak een bijzonder wrede behandeling ten deel.
Pierre Seel, een Fransman die het concentratiekamp in Schirmeck-Vorbruck overleefde, schreef in zijn memoires dat vingernagels werden uitgetrokken en dat sommigen werden verkracht met kapotte linialen. In de kampen zelf was de situatie niet veel beter. Nationaalsocialistische artsen als Carl Vaernet gebruikten de mannen als proefkonijnen om te proberen het gen te vinden dat hun homoseksualiteit veroorzaakte. Officiële documenten tonen aan dat tussen de 5.000 en 15.000 homoseksuelen werden opgesloten in de concentratiekampen.
Het exacte aantal doden is niet bekend, maar onderzoek uitgevoerd na de Tweede Wereldoorlog wees uit dat homoseksuelen na de Joden de meeste kans liepen in een concentratiekamp te overlijden. Op basis van de gegevens van 2.542 homoseksuele kampgevangenen berekende onderzoeker Rüdiger Lautmann dat waarschijnlijk 60% van alle gedeporteerde homo's de oorlog niet overleefde, ten opzichte van 41% van de gewetensgevangenen en 35% van de Jehova's getuigen.

## Vervolging in bezet Nederland
Op de dag van de Duitse inval, 10 mei 1940, werd de Nederlandse homo-emancipatie-organisatie N.W.H.K. door voorman jhr. Jacob Schorer opgeheven, waarna hij direct de ledenadministratie en het gehele archief liet vernietigen. Ook het ledenbestand en de edities van het homotijdschrift Levensrecht werden uit voorzorg vernietigd. Niet ten onrechte, want al op 15 mei 1940 deden de Duitsers een inval in Schorers appartement en namen zijn omvangrijke bibliotheek in beslag, die vervolgens spoorloos verdween.

### Verordening 81/40

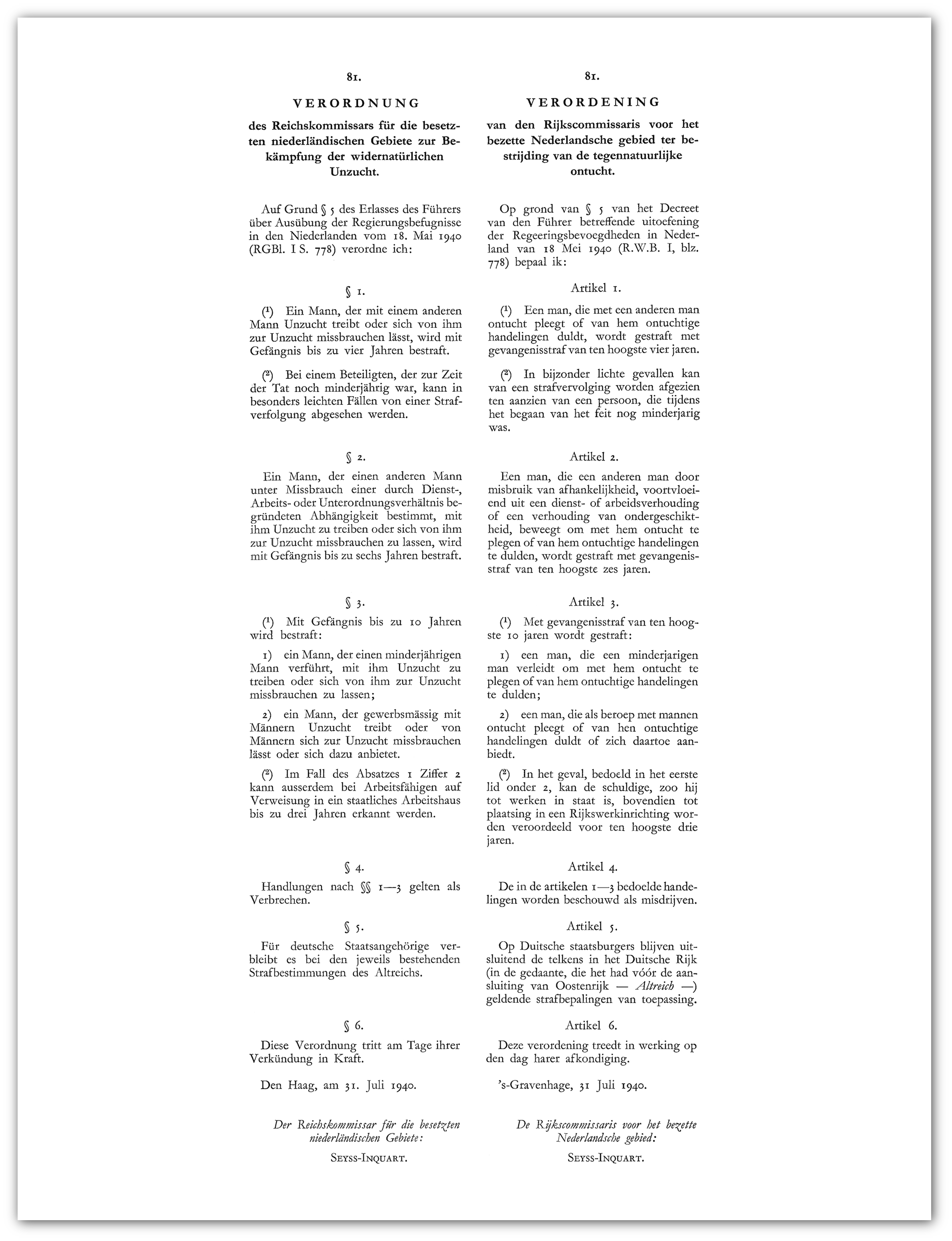
Verordnung 81/40: Verordnung zur Bekämpfung der wiedernatürliche Unzucht (Nederlands: Verordening tot bestrijding van tegennatuurlijke ontucht)

Op 3 augustus 1940 voerde de Duitse bezetter de "Verordening ter bestrijding van tegennatuurlijke ontucht" (Vo 81/40) in. Daardoor werden voortaan ook homoseksuele handelingen tussen volwassenen strafbaar, met een maximale gevangenisstraf van 4 jaar. Voordien was in Nederland, op basis van artikel 248-bis, alleen homoseksueel contact tussen volwassenen en minderjarigen onder de 21 jaar verboden. Bovendien werd met deze Duitse verordening nu ook de minderjarige partner in een homoseksueel contact strafbaar. Hiermee werd de wetgeving op dit gebied feitelijk in overeenstemming gebracht met die in nazi-Duitsland.
Storm, het weekblad van de Nederlandsche SS, schreef in 1943 dat het tijd werd dat homoseksuelen "als onkruid in den Nederlandschen tuin dienden te worden uitgerot tot den laatsten man", en publiceerde in datzelfde jaar een artikel over enkele cafés waar homo's nog gedoogd werden, onder de ondubbelzinnige kop "Wat een gezond volk schaadt dient uitgesneden".
Toch was de jacht op homoseksuelen in Nederland lang niet zo intensief als in Duitsland. De SS liet het opsporen van homo's grotendeels over aan de Nederlandse politie, en die stelde andere prioriteiten — dit tot ongenoegen van de Duitse politiechef Rauter. Zo kwamen er in Amsterdam en Den Haag tijdens de oorlog zelfs een aantal nieuwe homobars bij en kon de spertijd benut worden om privéfeestjes tot in de ochtend te laten duren.
De Duitse bezetter streefde ernaar om, net als in Duitsland zelf, alle vermeende homoseksuelen louter op grond van hun geaardheid te registreren, los dus van eventueel gepleegde strafbare feiten. Doordat de meeste documenten hieromtrent tegen het eind van de oorlog vernietigd zijn, is het onduidelijk in hoeverre de Duitsers hierin geslaagd zijn, maar het is niet waarschijnlijk dat deze eventuele lijsten tot vervolging op grote schaal geleid hebben.

### Nederlandse veroordeelden
Omdat de nieuwe regeling Vo 81/40 het oude art. 248-bis overlapte, halveerde het aantal veroordelingen op basis van dat artikel van ongeveer 40 naar 20 per jaar. Op basis van Vo 81/40 werden in de eerste drie bezettingsjaren eveneens ruim 20 veroordelingen per jaar uitgesproken. Voor de laatste twee oorlogsjaren is niets gedocumenteerd. Daarnaast zijn minimaal 43 zaken tegen Nederlanders door Duitse rechtbanken behandeld, die strenger straften, bijvoorbeeld wanneer gepoogd werd Duitse soldaten te verleiden.
In totaal zijn er waarschijnlijk minstens 160 Nederlandse mannen wegens homoseksuele handelingen door de Duitsers veroordeeld. In de meeste gevallen kregen zij een gevangenisstraf, slechts een enkeling belandde in een concentratiekamp. Dat was bijvoorbeeld het geval met Vincent Weyand, die in juli 1944 in Ommen gearresteerd werd en in februari 1945 in Buchenwald omkwam. Ook Simon van Keulen werd gearresteerd toen hij met de Duitse dichter Percy Gothein in bed lag, maar hij wist aan deportatie te ontkomen door uit de trein naar Duitsland te springen. Gothein stierf in december 1944 in Neuengamme. Alle drie behoorden tot de kring rond Wolfgang Frommel.
Een veel groter aantal Nederlandse homoseksuelen werd gedood of kwam in een kamp terecht omdat zij Joods waren of in het verzet zaten. Zo werden bijvoorbeeld in 1943 de homoseksuele verzetsstrijders Willem Arondeus en Sjoerd Bakker gefusilleerd wegens hun aandeel in de aanslag op het Amsterdams Bevolkingsregister en in hetzelfde jaar werd ook Han Stijkel geëxecuteerd, als leider van de Stijkelgroep. Andere homo's uit het verzet, zoals Nico Engelschman en Jef Last, overleefden de oorlog en kwamen aan de wieg te staan van de nieuwe homobelangenorganisatie COC.
Daarentegen waren er ook Nederlandse homoseksuelen die actief lid van de NSB of vergelijkbare organisaties werden, of die zich aangetrokken voelden tot de Duitse mannelijkheidscultus, zoals de schilder Pyke Koch. De Joodse lesbienne Ans van Dijk werd in 1943 gearresteerd, waarna ze in ruil voor haar vrijheid in totaal zo'n 700 andere onderduikers en zelfs haar eigen broer en schoonfamilie aan de Sicherheitsdienst van de Amsterdamse politie verried. Na de oorlog werd ze als enige vrouw wegens collaboratie geëxecuteerd.

## Vervolging in bezet België
In België bestond sinds de 18e eeuw een brede consensus dat over homoseksualiteit het beste stilzwijgen bewaard kon worden zodat burgers niet op verkeerde gedachten gebracht zouden worden. Tijdens het interbellum waren er weliswaar invallen bij homocafés, maar over het algemeen leek de politie niet veel moeite te doen om homoseksualiteit te bestrijden. In de jaren dertig trok het homoleven in steden als Brussel, Luik en Oostende homo's uit zowel Engeland als nazi-Duitsland aan. Zo vertrokken de Engelse schrijver Christopher Isherwood en zijn vriend Heinz Neddermeyer na de machtsovername van de nazi's in 1933 uit Berlijn naar Brussel.
Ook in België nam de vervolging van homoseksuelen in de jaren vijftig aanzienlijk toe: waar de zedenbrigade in 1953 22 keer in actie kwam inzake homoseksuele activiteiten, was dit 154 keer in 1954, stijgend naar 393 keer in 1955 en 988 keer in 1956. Een van de oorzaken hiervoor is dat vanuit de Verenigde Staten de angst voor communisten overwaaide, voor wie chantabele homo's een makkelijke prooi zouden zijn. Daarnaast heerste sterk het idee dat jongens tot homoseksualiteit verleid zouden kunnen worden. Ferdinand Louwage, sinds het interbellum hoofd van het gerechtelijke parket in Brussel, verwerkte die opvatting in zijn handboeken voor de politie-opleiding, waaronder Psychologie en criminaliteit/Psychologie et criminalité dat tijdens de oorlog voor het eerst verschenen was.

## Maatschappelijke erkenning

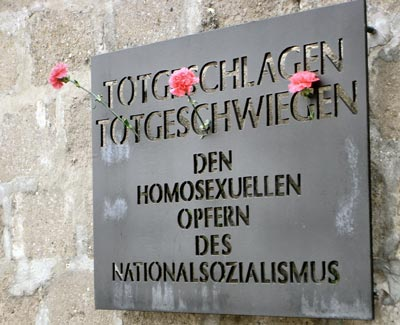
Plaquette ter herinnering aan homoslachtoffers in concentratiekamp Sachsenhausen.

Omdat na de oorlog in West-Duitsland paragraaf 175 van kracht bleef en de meeste geallieerde landen eveneens wetten hadden die homoseksuele handelingen verboden, duurde het vaak nog tot de jaren zeventig voordat overlevende homo's met hun verhalen naar buiten durfden te treden en hun lot maatschappelijke erkenning kreeg.
De vervolging door de nazi's kwam onder meer onder de aandacht door het het toneelstuk Bent, dat in 1979 voor het eerst werd opgevoerd en mede een aanzet vormde tot het doen van meer onderzoek naar dit onderwerp. Sindsdien zijn ter herinnering aan de deportatie van homoseksuelen in diverse voormalige concentratiekampen herdenkingsplaquettes geplaatst, vaak in de vorm van een roze driehoek.
In Duitsland bood de overheid in 2002 officieel haar verontschuldigingen aan voor de vervolgingen. Het Europees Parlement herdacht de Holocaust in 2005 met een minuut stilte en het aannemen van een resolutie:
Het doodskamp in Auschwitz-Birkenau, waar honderdduizenden Joden, Roma, homoseksuelen, Polen en andere gevangenen van diverse nationaliteiten werden vermoord, is niet enkel een belangrijke gebeurtenis voor de inwoners van Europa om te gedenken en de afschuw en tragedie van de Holocaust te veroordelen, maar ook om de onheilspellende toename van antisemitisme aan de orde te stellen, met name antisemitische incidenten in Europa, en om opnieuw te gedenken wat de gevaren zijn van vervolgingen op basis van ras, etniciteit, geloof, politiek of seksuele geaardheid.
In België werd tijdens de officiële herdenking in het voormalig concentratiekamp in het Fort van Breendonk aanvankelijk geen aandacht besteed aan het lot van homoseksuele nazislachtoffers. In 1977 werd daar voor het eerst tegen geprotesteerd door de homo-actiegroep Rooie Vlinder, die ook wilden dat in het museum van Breendonk uitgelegd werd dat de roze driehoek het teken van homoseksuele kampgevangenen was. In 1983 organiseerden het Roze Aktiefront en de Holebifederatie eerstmaals een eigen herdenking, die vanaf 1985 werd gecoördineerd door het Anti-Fascistisch Front. Pas op 4 september 2004 werd tijdens de officiële plechtigheid in het Fort van Breendonk voor het eerst ook een krans gelegd door een delegatie van de Holebifederatie.
In Nederland werd in 1961 binnen het COC voor het eerst gesproken over een monument voor de homoseksuele nazislachtoffers, maar tot concrete stappen leidde dat niet. In 1970 wilden twee leden van de Amsterdamse Jongeren Aktiegroepen Homoseksualiteit (AJAH) op 4 mei een krans wilden leggen bij het Nationaal Monument op de Dam, maar zij werden gearresteerd en de krans werd vernield. De dag daarna werd daartegen gedemonstreerd door dertig leden van de AJAH met roze driehoekjes op hun kleding. Na de Dodenherdenking in 1979 riep het Amsterdamse gemeenteraadslid Bob van Schijndel op tot een monument voor de vermoorde homoseksuelen, dat uiteindelijk in 1987 op de Westermarkt gerealiseerd werd. 
Het Homomonument in Amsterdam was het wereldwijd eerste vrijstaande monument voor homoslachtoffers in de openbare ruimte. Later werden ook homomonumenten opgericht in steden als Bologna (1990), New York (1992), Keulen (1995), Sydney (2001), San Francisco (2003), Berlijn (2008) en Barcelona (2011).

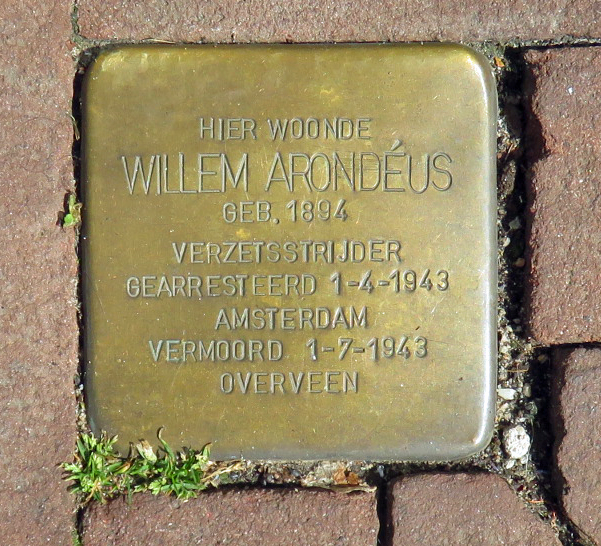
Stolperstein voor Willem Arondéus bij zijn voormalige woning aan het Singel 65-F in Amsterdam

In 2021 werden in Amsterdam negen Stolpersteine geplaatst ter herinnering aan evenzovele lesbische en homoseksuele personen die door het naziregime werden vervolgd of vermoord omdat zij Joods of in het verzet actief waren. De plaatsing van deze stenen gebeurde op initiatief van COC Nederland en historica Judith Schuyf. De Stolpersteine zijn gelegd voor:
| - Karel Pekelharing (1909-1944) - Mina Sluijter (1916-1942) - Samuel Hoepelman (1896-1943) - Samuel Lam (1886-1942) - Isaäc Walvisch (1888-1942) | - Isaäc Metzelaar (1874-1942 - Sjoerd Bakker (1915-1943) - Willem Arondéus (1894-1943) - Frieda Belinfante (1904-1995) |

### Rechtsherstel in Nederland
Tijdens de voorbereiding van de Wet uitkeringen vervolgingsslachtoffers 1940-1945 (Wuv) van 1972 wilde homobelangenorganisatie COC ook homoseksuelen als oorlogsslachtoffers laten erkennen. Daartoe werd het beeld gecreëerd dat Nederlandse homo's op grotere schaal door de nazi's vervolgd waren; in 1979 had PSP-politicus Bob van Schijndel het bijvoorbeeld over 200.000 vermoorde homo's.
Uit later onderzoek bleek echter dat het om veel kleinere aantallen ging. Zo werden door de Nederlandse politie voor en na de bezetting meer homoseksuelen opgepakt dan tijdens de oorlogsjaren. De enige Nederlander die vanwege vervolging om zijn homoseksuele geaardheid als oorlogsslachtoffer werd erkend was de Groninger Tiemon Hofman. Hij werd in 1942 tot zeven maanden opsluiting in een opvoedingsgesticht veroordeeld en kon als gevolg daarvan na de oorlog geen carrière of promotie meer maken.
In het kader van het naoorlogse rechtsherstel besloot het Nederlandse kabinet op 8 februari 2001 alsnog een bedrag van 3,5 miljoen gulden (1.588.231 euro) beschikbaar te stellen om onder meer leemtes in de geschiedschrijving rondom homoseksuelen tijdens de Tweede Wereldoorlog in te vullen. Op advies van een onafhankelijke commissie werd besloten om dit bedrag als volgt te verdelen:
- Onderzoek naar de effecten van vervolging op grond van Verordening 81/40 en artikel 248 Wetboek van Strafrecht: maximaal 200.000 euro
- Boek over homoseksuelen en lesbiennes in het verzet: maximaal 34.000 euro
- Biografie over COC-voorzitter Benno Premsela: maximaal 110.000 euro
- Biografie over NWHK-oprichter Jacob Schorer: maximaal 48.000 euro
- Overzichtsboek vervolging homoseksuelen in Europa tijdens de Tweede Wereldoorlog: maximaal 46.000 euro
- Onderzoek naar (gedwongen) castraties: maximaal 120.000 euro
- Onderzoek naar de beeldvorming over homoseksualiteit in de Tweede Wereldoorlog en daarna: maximaal 200.000 euro
- Boek over het Homomonument in Amsterdam: maximaal 40.000 euro
- Fysieke en virtuele reconstructie van de Schorerbibliotheek: maximaal 128.000 euro
- Huisvesting documentatie- en informatiecentrum IHLIA: reservering van maximaal 662.231 euro

Los hiervan was in 2006 en 2007 in achtereenvolgens Herinneringscentrum Kamp Westerbork, het Verzetsmuseum Amsterdam, het Verzetsmuseum Leeuwarden en Nationaal Monument Kamp Vught de tentoonstelling "Wie kan ik nog vertrouwen" te zien, over het leven en de vervolging van homoseksuelen in nazi-Duitsland en bezet Nederland.